# Bea Johnson
Bea Johnson (Besanzón, 1974) es una activista ambiental, escritora y conferencista francesa, reconocida por impulsar el movimiento ecológico basura cero a nivel mundial. Originaria de la comuna francesa de Besanzón y radicada en California desde 1992, es autora del libro sobre el tema Zero Waste.

## Biografía
Johnson llegó a los Estados Unidos como au pair, con la intención de trabajar en el mundo de la moda. Después de haber vivido como una madre estadounidense clásica, acogió el minimalismo como un estilo de vida después de la crisis económica de 2008. Acto seguido empezó a impulsar un movimiento ecológico conocido como basura cero, que logró cierta repercusión a comienzos de la década de 2000 y que implica una mínima producción de basura en las actividades diarias. A partir de entonces se convirtió en una reconocida conferencista, brindando incluso un discurso el 2 de diciembre de 2016 ante la Oficina de la Organización de las Naciones Unidas en Ginebra.

## Método
En su libro Zero Waste y su blog Zero Waste Home, Johnson brinda consejos para adoptar una vida en la que se reduzca al mínimo la producción de basura. Aconseja en primer lugar definir las necesidades de la familia de manera precisa, en particular para eliminar productos que considera inútiles o superfluos (como los productos de limpieza) y simplificar su uso. Con respecto a las compras, la autora propone realizarlas a granel y utilizar envases de vidrio o bolsas de tela. Pide a sus lectores que reutilicen, reciclen y composten en vez de arrojar su basura.

## Obra
- 2013 - Zero Waste Home: Guía para simplificar tu vida reduciendo tus desperdicios[9]